# Ланге, Николай Иванович (юрист)
Никола́й Ива́нович Ла́нге (1821—1894) — русский судебный деятель, сенатор, тайный советник.

## Биография
Родился 20 мая (1 июня) 1820 года.
В 1841 году окончил Императорский Киевский университет Святого Владимира.
В 1851—1860 годах был товарищем председателя Киевской уголовной палаты. Затем, в 1860 по 1866 годах — губернским прокурором Волынской и Петербургской губерний. Содействовал судебным реформам — рядом записок об организации уголовного суда, и правильной первоначальной постановке судебного дела в Петербурге — в звании члена судебной палаты и ревизора мировых учреждений (1868). Был награждён орденами Св. Анны 2-й ст. (1862) и Св. Владимира 3-й ст. (1863); с 1 января 1869 года — действительный статский советник.
С 1870 года был старшим председателем Харьковской судебной палаты. В декабре 1877 года был назначен неприсутствующим сенатором с производством в чин тайного советника.
Умер 15 (27) июля 1894 года.
Из юридических трудов Ланге, помимо статей в «Журнале Министерства юстиции» до 1866 года и практических заметок в «Судебном вестнике», заслуживают особого внимания: тонкий и глубокий разбор судебной и психологической стороны знаменитого в своё время процесса Дудниковой, обвинявшейся в мужеубийстве («Юридический Вестник», вып. XIII) и обширное «Исследование об уголовном праве Русской Правды» (СПб., 1861) — обстоятельное изучение древнейшего систематического памятника русского права, с добавлением особых, чрезвычайно интересных исследований о монетной системе эпохи «Русской Правды», о сословиях и должностных лицах, упоминаемых в ней, и о славянском, а не норманском, как утверждал Погодин, её происхождении. Это исследование было отмечено Уваровской премией. Также им были написаны исследования: «Древние русские смесные или вобчие суды» (М., 1882) и «Древнее русское уголовное судопроизводство (XIV, XV, XVI и половины XVII веков)» (СПб., 1884).